# Cao Rulin

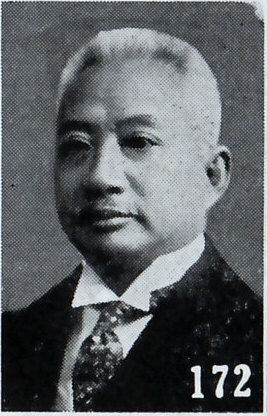
Cao Rulin

Cao Rulin (chinesisch 曹汝霖, Pinyin Cáo Rǔlín, W.-G. Tsao Ju-lin, japanisch 曹 汝霖 Sō Jorin; geboren 23. Januar 1877 in Shanghai, Kaiserreich China; gestorben 4. August 1966 in Michigan, Vereinigte Staaten) war ein chinesischer, pro-japanisch eingestellter Politiker in der Anfangszeit der Republik China.

## Leben und Wirken
Cao Rulin machte seinen Studienabschluss an der Waseda-Universität in Tokio. Seit dem Kabinett unter Premierminister Duan Qirui (1865–1936) im  Jahr 1916 fungierte er in jedem Kabinett als Minister für Verkehr, auswärtige Angelegenheiten und Finanzen. Er war einer der chinesischen Vertreter auf der Pariser Friedenskonferenz. Im Zuge der Gespräche wurden mehrere ehemalige deutsche Konzessionen in China an Japan übergeben, anstatt an China zurückgegeben. Dies führte in China während der Bewegung des vierten Mai 1919 in der Nähe des „Platzes des Himmlischen Friedens“ zu großen Demonstrationen. Caos Haus, als das eines pro-japanischen Verräters, wurde während der Ereignisse niedergebrannt. Ihm selbst gelangte die Flucht, dank seines Freundes Nakae Ushikichi (中江 丑吉; 1889–1942), dem Sohn von Nakae Chōmin.
Danach war Cao unter anderem Präsident der Bank of Communications (交通銀行總理) und General Manager der China Industrial Bank (中国實業銀行總經理). Nach dem Japanisch-Chinesischen Kriegs wurde er gebeten, Präsident der Provisorischen Regierung Nordchinas (中華民國臨時政府, Zhōnghuá Mínguó Línshí Zhèngfǔ) zu werden, lehnte das jedoch ab.
Nach dem Zweiten Weltkrieg zog Cao nach Hongkong und Tokio. Er verbrachte dann den Rest seines Lebens in Michigan, Vereinigte Staaten.